# Epifaniekathedraal (Irkoetsk)
De Theofaniekathedraal (Russisch: Собор Богоявления) of Driekoningenkathedraal is een Russisch-orthodoxe kathedraal in de Russische stad Irkoetsk. De kathedraal is gelegen in het historische centrum van de stad en is een van de oudste stenen gebouwen van Irkoetsk.

## Geschiedenis
De eerste vermelding van de kathedraal dateert van 1693. De houten kathedraal werd gebouwd aan de oostelijke muur van het kremlin van Irkoetsk. Naar een van de torens van het kremlin werd de kerk vernoemd naar de apostelen Petrus en Paulus. De oorspronkelijke kerk werd echter tijdens een brand in 1716 volledig in de as gelegd. Kort na de brand viel het besluit tot herbouw van de kathedraal, echter deze keer zou de kerk worden gebouwd van baksteen. De Petrus en Pauluskapel was het eerste deel van de kerk dat gereed kwam. In 1729 werd de toren voltooid. Een tweede, vrijstaande toren werd in de jaren 1812-1815 gebouwd. In de 19e eeuw werd Irkoetsk enkele malen getroffen door aardbevingen waardoor de kathedraal schade opliep. De grote stadsbrand van 1879, waardoor een groot deel van de stad in de as werd gelegd, stopte voor de poort van de kathedraal. Met de voltooiing van de nabijgelegen Kazankathedraal in 1894 verloor de kerk de status van kathedraal van het bisdom Irkoetsk en Angarsk.

## Sovjetperiode
Na de Oktoberrevolutie werd de kathedraal gesloten voor de gelovigen, ondanks het feit dat men in 1925 het gebouw aanmerkte als een monument. In de voormalige kerk werd een bakkerij gevestigd. Het gebouw werd vervolgens meerdere malen geschikter gemaakt voor de bedrijfsmatige bestemming, waardoor het veel van de oorspronkelijke uitstraling verloor. Nadat de kathedraal de status kreeg van monument van nationaal belang, vertrok de bakkerij in 1968 uit het gebouw. Er kon nu een begin worden gemaakt aan de restauratie die 18 jaar zou duren en voltooid werd in 1985. De kerk kwam daarna in handen van het Museum voor Regionale Kunst.

## Heropening
In 1994 keerde de Epifaniekathedraal terug naar het bisdom van Irkoetsk. De eerste vieringen werden gehouden in de kapel van de Heilige Apostelen Petrus en Paulus. De iconostase werd in 2002 voltooid.

## Externe links

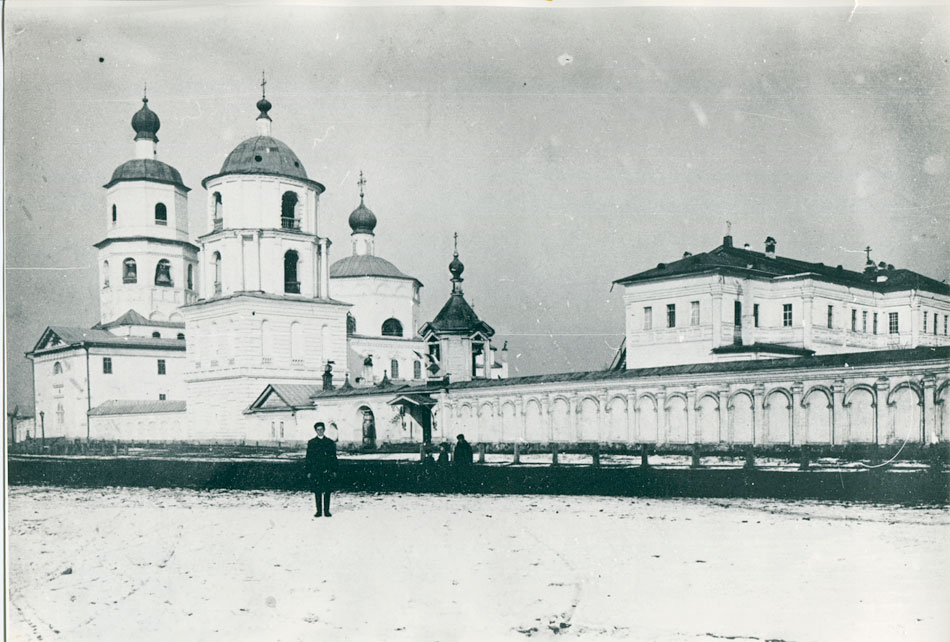
De kathedraal voor de Oktoberrevolutie
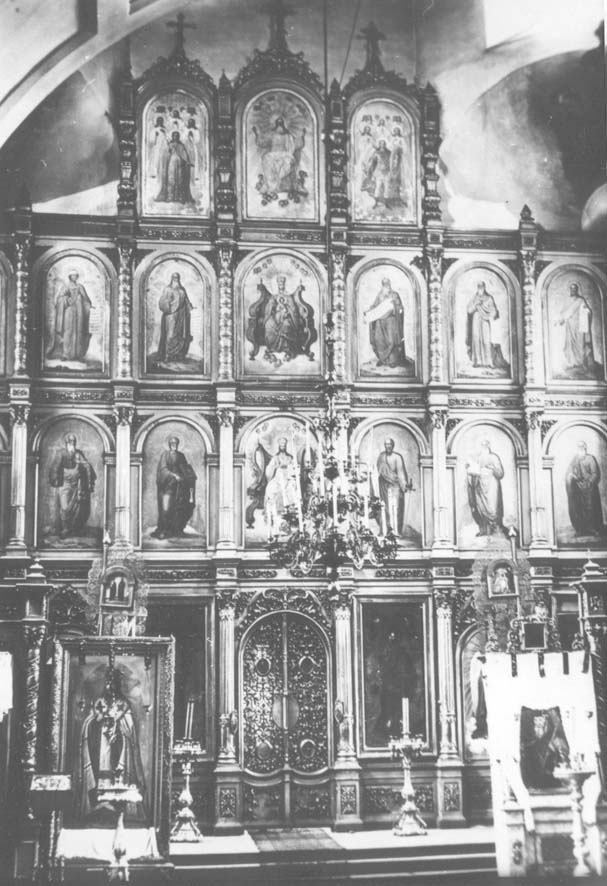
De iconostase
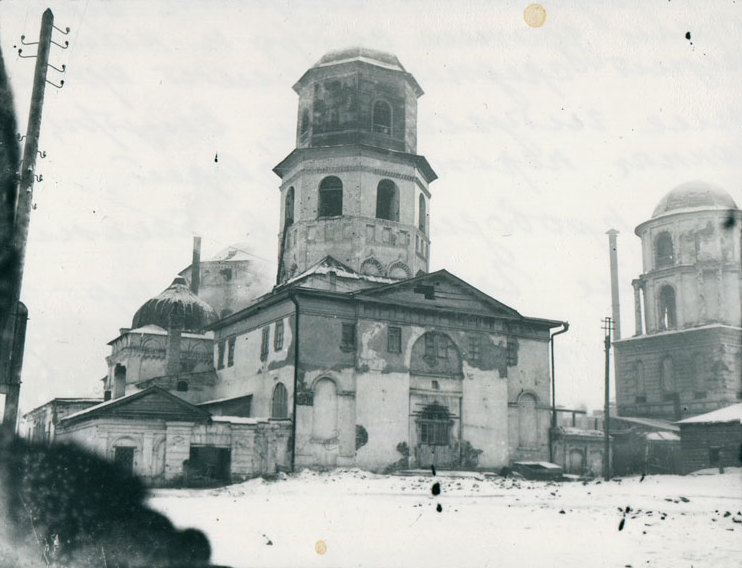
De kerk in de jaren 30
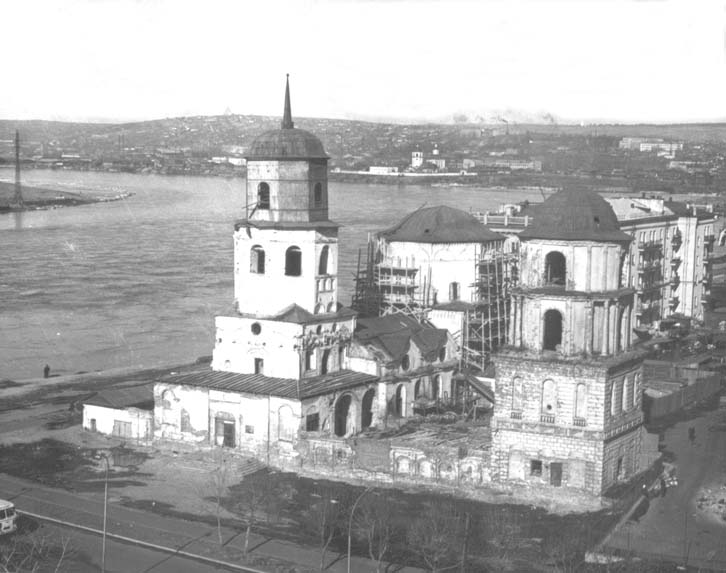
De kathedraal tijdens de restauratie in 1968